# Кара-Куль (Татарстан)
Кара-Куль (тат. Каракүл) — деревня в Высокогорском районе Республики Татарстан, в составе Айбашского сельского поселения.

## География
Деревня находится вблизи границы с Республикой Марий Эл, в 44 км к северо-западу от районного центра, посёлка Высокая Гора.
Южнее деревни расположен памятник природы Озёра Кара-Куль (с 1978 г.).

## Этимология
Название деревни произошло от татарского слова «кара» (черный, темный) и гидрографического термина «күл» (озеро).

## История
Первоисточники упоминают о деревне со второй половины XVIII века.
В сословном плане, вплоть до 1860-х годов жители деревни числились государственными крестьянами. Их основные занятия в этот период — земледелие и скотоводство, были распространены пчеловодство, портняжный и печной промыслы.
В «Списке населенных мест по сведениям 1859 года», изданном в 1866 году, населённый пункт упомянут как казённая деревня Нижний Айбаш (Каракуль) 3-го стана Казанского уезда Казанской губернии. Располагалась при озере Каракуле, по правую сторону торгового Галицкого тракта, в 38 верстах от губернского города Казани и в 22 верстах от становой квартиры в казённой деревне Верхние Верески. В деревне в 38 дворах жили 375 человек (184 мужчины и 191 женщина). Была мечеть.
В начале XX века в деревне действовали мечеть (построена в 1876 г.), мектеб, 2 мелочные лавки. В этот период земельный надел сельской общины составлял 592,7 десятин.
До 1920 года деревня входила в Студёно-Ключинскую волость Казанского уезда Казанской губернии. С 1920 года в составе Арского кантона ТАССР. С 10 августа 1930 года в Дубъязском, с 1 февраля 1963 года в Зеленодольском, с 12 января 1965 года в Высокогорском районах.
В 1930 году в деревне был организован первый колхоз, с 1995 года сельскохозяйственный производственный кооператив им. Ленина, ныне общество с ограниченной ответственностью «Татмелиорация – Агро».
В 1970—2011 годах работала начальная школа, в 1980—2015 годах — клуб.

## Население
| 1782 | 1859 | 1897 | 1908 | 1926 | 1938 | 1949 | 1958 | 1970 | 1989 | 2002 | 2010 | 2017 |
| ---- | ---- | ---- | ---- | ---- | ---- | ---- | ---- | ---- | ---- | ---- | ---- | ---- |
| 37   | 375  | 527  | 593  | 500  | 440  | 413  | 324  | 336  | 135  | 128  | 117  | 90   |

Национальный состав села — татары.

## Экономика и инфраструктура
Полеводство, животноводство.

## Религия
Мечеть (с 2005 года). 